# Barclaya panchorensis
Barclaya panchorensis ist eine Pflanzenart aus der Gattung Barclaya innerhalb der Familie Seerosengewächse (Nymphaeaceae). Diese Wasserpflanze wurde 2022 erstbeschrieben und wurde bisher nur auf Malaiischen Halbinsel gefunden.

## Beschreibung

### Vegetative Merkmale
Barclaya panchorensis ist eine ausdauernde krautige Pflanze. Am 2–4 cm langen und 0,5 cm breiten Rhizom werden dünne, bis zu 40 cm lange Ausläufer gebildet.
Die Laubblätter sind in Blattstiel und -spreite gegliedert. Die grünen, behaarten oder kahlen Blattstiele sind 5–10 cm lang. Die einfache, ledrige, grüne Blattspreite ist bei einer Länge von 3–5 cm herzförmig bis rund.

### Generative Merkmale
Die behaarten bis kahlen Blütenstiele sind 10–15 cm lang. Die nachtblühenden Blüten weisen einen Durchmesser von etwa 5 cm auf. Die Blüten haben Staminodien und 20–30 fertile Staubblätter. Das Gynoeceum besteht aus 8–10 Fruchtblättern. Die runde, 1 cm breite Frucht Die stacheligen Samen sind bei einer Länge von etwa 1 mm sowie einem Durchmesser von etwa 0,5 mm ellipsoid.

## Zytologie
Die Chromosomenzahl beträgt 2n= 36.

## Ökologie

### Vegetative Vermehrung
Es werden Ausläufer gebildet.

### Generative Vermehrung
Selbstbestäubung ist möglich.

## Taxonomie
Das Typusexemplar wurde am 26. Mai 2015 in Taman Negeri Bukit Panchor, Malaysien gesammelt.
Die Erstbeschreibung erfolgte durch Thirumalai Komala im Jahr 2022. Das Artepitheton panchorensis bezieht sich auf die Typuslokalität Taman Negeri Bukit Panchor.

## Lebensraum
Barclaya panchorensis kommt in Sümpfen und Bächen unter tropischen Regenwäldern vor. Sie kommt sympatrisch mit Cryptocoryne elliptica vor.

## Gefährdung
Nach den IUCN-Kriterien wird Barclaya panchorensis als Data Deficient (DD) eingestuft.